# 慶興魚氏
慶興魚氏（キョンフンオし、朝鮮語: 경흥어씨）は、朝鮮の氏族の一つ。本貫は咸鏡北道慶興郡である。2015年の調査では、50人である。
始祖は、中国明で尚書侍郎を務めていた魚石奎の孫の魚継福である。魚継福は、咸鏡道慶興に移住して、慶興魚氏を創始した。